# Montevideói egyezmény
Az államok jogairól és kötelezettségeiről szóló montevideói egyezmény (röviden: montevideói egyezmény, a közjogi szaknyelvi hagyományoknak megfelelő írásmóddal: Montevideói Egyezmény) az amerikai államok hetedik nemzetközi konferenciája (Seventh International Conference of American States) keretében 1933. december 26-án létrejött nemzetközi szerződés. A spanyol, angol, francia és portugál nyelven íródott egyezmény, amelyet összesen 20 amerikai állam írt alá (közülük 16 ratifikálta is), a nemzetközi szokásjog alapján rögzíti az államiság ismérveit.

## Háttér
Az amerikai államok hetedik nemzetközi konferenciáján részt vevő küldöttségek többsége olyan független államokat képviselt, amelyek korábban gyarmatok voltak. Ezeknek az államoknak a létét, illetve függetlenségét az európai gyarmattartó birodalmak sok esetben vitatták, ellenezték. A konferencia résztvevői ezért az egyezménynek az államiság kritériumait meghatározó 1. cikkében olyan ismérveket rögzítettek, amelyek a korlátozott szuverenitással rendelkező, nem független államok számára megkönnyítették a nemzetközi elismerés megszerzését. A "függetlenség", illetve a "szuverenitás" kifejezés nem szerepel az 1. cikkben.

## Az állam fogalma
A montevideói egyezmény az államisághoz kapcsolódó jogokat és kötelezettségeket határozza meg. Ehhez mindenekelőtt az állam fogalmát rögzíti. Az 1. cikk ennek megfelelően felsorolja az államiság alapvető ismérveit:
- „The state as a person of international law should possess the following qualifications: (a) a permanent population; (b) a defined territory; (c) government; and (d) capacity to enter into relations with the other states.”
- „Az államnak mint a nemzetközi jog alanyának a következő tulajdonságokkal kell rendelkeznie: (a) állandó népesség; (b) meghatározott terület; (c) kormány; és (d) a más államokkal való kapcsolatfelvétel képessége."

Az egyezményben foglalt államdefiníció Georg Jellinek német jogtudós háromelemű tanát (terület, népesség és kormányzat) egészíti ki a külső kapcsolatok felvételének képességével mint a szuverenitás külső megjelenésével.

A 3. cikk első mondata kimondja, hogy egy állam politikai léte független attól, hogy más államok elismerik-e („The political existence of the state is independent of recognition by the other states.”). Ez a rendelkezés az államelismerés deklaratív elméletének megközelítését alkalmazza, szemben a konstitutív elmélettel, amely szerint az állam az elismeréssel válik a nemzetközi jog alanyává. A nemzetközi élet realitásainak a deklaratív elmélet felel meg, az állam léte ugyanis független az elismeréstől, mert mihelyt egy meghatározott területen élő népesség felett szilárdan kialakul az államhatalom, amely a nemzetközi kapcsolatokban is képviselteti magát, az új állam létrejött.

## Fordítás
- Ez a szócikk részben vagy egészben  a   Montevideo Convention című angol Wikipédia-szócikk ezen változatának fordításán alapul.  Az eredeti cikk szerkesztőit annak laptörténete sorolja fel. Ez a jelzés csupán a megfogalmazás eredetét és a szerzői jogokat jelzi, nem szolgál a cikkben szereplő információk forrásmegjelöléseként.
- Ez a szócikk részben vagy egészben  a   Konvention von Montevideo című német Wikipédia-szócikk ezen változatának fordításán alapul.  Az eredeti cikk szerkesztőit annak laptörténete sorolja fel. Ez a jelzés csupán a megfogalmazás eredetét és a szerzői jogokat jelzi, nem szolgál a cikkben szereplő információk forrásmegjelöléseként.